# Sette sonetti di Michelangelo
Sette sonetti di Michelangelo è un ciclo di canzoni composto da Benjamin Britten per voce di tenore e pianoforte nel 1940, pubblicato con il numero di Op. 22.

## Storia
Britten scrisse i Sette sonetti per sé e per il suo compagno di vita, il tenore Peter Pears (1910 – 1986). I manoscritti delle canzoni sono datati tra aprile e ottobre 1940, ma ci sono alcune prove che il ciclo era stato contemplato, e persino iniziato, già nel 1937.(p.158)

## Movimenti
L'opera è composta dell'ambientazione di sette sonetti, tutti canti d'amore, del pittore e poeta italiano Michelangelo (1475 – 1564), in lingua originale:
1. XVI: "Si come nella penna e nell'inchiostro"
2. XXXI: "A che più debb'io mai l'intensa voglia"
3. XXX: "Veggio co' bei vostri occhi un dolce lume"
4. LV: "Tu sa, ch'io so, signor mie, che tu sai"
5. XXXVIII: "Rendete agli occhi miei, o fonte o fiume"
6. XXXII: "S'un casto amor, s'una pietà superna"
7. XXIV: "Spirto ben nato, in cui si specchia e vede"

Nel 1974 Pears identificò Sette sonetti di Michelangelo come una delle più grandi opere che Britten gli aveva dato. (p.569)